# 本間崇
本間 崇（ほんま たかし）は、日本の臨床工学技士。

## 概要
2017年から公益社団法人日本臨床工学技士会の理事長を務める。理事長として医師の働き方改革に伴う臨床工学技士へのタスク・シフト/シェアへ取り組み、臨床工学技士法の改正に大きく貢献した。